# Masz wiadomość
Masz wiadomość (ang. You've Got Mail) – komedia romantyczna z roku 1998, w reżyserii Nory Ephron na podstawie sztuki Miklosa Laszlo Parfumerie.

## Fabuła
Film przedstawia historię Kathleen Kelly, właścicielki niewielkiej księgarni w Nowym Jorku. Jej mały, ale dochodowy interes, zostaje zagrożony przez powstającą po drugiej stronie ulicy olbrzymią księgarnię sieci FoxBooks. Kobieta chce ratować swoją księgarnię, a po nieprzyjemnym spotkaniu z dyrektorem sieci Joe Fox III pragnie tego jeszcze bardziej. Kobieta mieszka z narzeczonym, ale chcąc porozmawiać o swojej pasji, wymienia się elektroniczną korespondencją z pokrewną duszą – nieznajomym, poznanym przez internet. Pewnego dnia Kathleen chce się z nim spotkać. Okazuje się, że jest nim Joe.

## Obsada
- Meg Ryan – Kathleen Kelly
- Tom Hanks – Joe Fox III
- Greg Kinnear – Frank Navasky
- Jane Adams – Sydney Anne
- Dabney Coleman – Nelson Fox
- Parker Posey – Patricia Eden
- Heather Burns – Christina
- Steve Zahn – George Pappas
- Jean Stapleton – Birdie
- John Randolph – Schuyler Fox
- Hallee Hirsh – Annabelle Fox
- Jeffrey Scaperrotta – Matt Fox
- Cara Seymour – Gillian
- Deborah Rush – Veronica Grant
- Bruce Jay Friedman – Vince Mancini
- Veanne Cox – Miranda Margulies
- Michael Badalucco – Charlie

## Nagrody i nominacje
Złote Globy 1998
- Najlepsza aktorka w komedii/musicalu – Meg Ryan (nominacja)

Nagroda Satelita 1998
- Najlepsza komedia/musical – Lauren Shuler Donner, Nora Ephron (nominacja)
- Najlepsza piosenka – Anyone At All – muz. i sł. Carole King, Carole Bayer Sager (nominacja)
- Najlepsza aktorka w komedii/musicalu – Meg Ryan (nominacja)